# 김종천 (축구 선수)
김종천(金鍾天, 1976년 7월 7일 ~ )은 대한민국의 은퇴한 축구 선수이자 현 지도자이다.

## 축구인 경력

### 선수 경력
1999년 포항 스틸러스에 입단하여 수비수로 활약하였으나 2000년엔 최전방 공격수로 포지션을 변경하여 3골을 기록하였다. 이후 수비수와 미드필더를 오가며 포항과 광주 상무에서 활약하였다.
2006년 전북 현대 모터스로 이적하였다.
2007년 겨울 박재홍과 함께 루마니아의 우니베르시타테아 클루지에 입단하여 반 시즌 간 활약하였다. 이후 용인 시민축구단을 거쳐 은퇴하였다.

### 지도자 경력
성남 일화의 U-18 팀인 풍생고등학교에서 코치직을 맡으며 지도자 생활을 시작하였고 2012년엔 전북 현대의 U-18팀인 영생고등학교로 적을 옮겼다.